# Chrysoprasis collaris
Chrysoprasis collaris là một loài bọ cánh cứng trong họ Cerambycidae.